# Volprecht Riedesel zu Eisenbach (Erbmarschall, 1500)
Volprecht I. Riedesel zu Eisenbach (auch Volpert) (* 1500; † 24. Februar 1563 auf der Burg Ludwigseck) war ein hessischer Adeliger und Inhaber hoher Ämter in der Landgrafschaft Hessen.

## Herkunft
Seine Eltern waren Hermann IV. Riedesel zu Eisenbach (1463 – 11. Oktober 1529) und dessen Ehefrau Agnes geb. von Hopffgarten (ca. 1455 – ca. 1517). Der Vater war, als Ältester des Geschlechts der Riedesel, von 1500 bis zu seinem Tod Erbmarschall von Hessen und stieg in landgräflich-hessischem Dienst in höchste Ämter auf. Er war von 1524 bis 1528/29 Statthalter für das sogenannte Land an der Lahn in Marburg. 1527 führte er die Reformation in der Herrschaft Riedesel ein.

## Ehe und Nachkommen
Volprecht heiratete 1528 oder 1529 Apollonia Waldbott von Bassenheim (1510–1571/82). Der Ehe entstammten vier Söhne und drei Töchter:
- Hermann VII.; starb 1564 im Sold des Königs Friedrich II. von Dänemark und Norwegen in Dänemark an einer Seuche; ⚭ Anna Margaretha von Stein.
- Georg IV.; 1566 bis 1568 hessischer Rat, starb 1589 im Schloss Ludwigseck und war 1582–1589 hessischer Erbmarschall; ⚭ I: Catharina (oder Anna) Rau zu Holzhausen; II: Margaretha von Boyneburg-Hohenstein.
- Anna; ⚭ I: Walter von Cronberg; II: Johannes von Berlepsch.
- Hans Volprecht I.; fiel 1569 bei Limoges im Kampf für die Hugenotten im Dritten Hugenottenkrieg. ⚭ Anna Maria von Trümbach.
- Konrad (Kurt) II.; 1589–1593 Erbmarschall von Hessen, setzte die Linie fort und wurde der Stammvater aller noch heute lebenden Riedesel. ⚭ I: Elisabeth von Boyneburg zu Lengsfeld; II: Anna von Boyneburg-Hohenstein. Seine Söhne begründeten drei Linien: Volprecht IV. (1578–1632) die Linie Ludwigseck, Georg V. (1580–1631) die Linie Altenburg und Johann XI. (1588–1632) die Linie Burg-Lauterbach.
- Maria
- Apollonia

## Leben
Schon 1521 reisten Volprecht und seine Brüder Johann und Konrad im Gefolge des hessischen Landgrafen Philipp I. zum Reichstag nach Worms, wo sie wahrscheinlich Luthers Auftreten erlebten und daraufhin treue Anhänger seiner Lehre wurden. Volprecht diente dem Landgrafen in der Folge als Geheimrat und wurde von diesem im Jahre 1529 zum Amtmann für den hessischen Anteil (ein Viertel) der ehemaligen Grafschaft Diez ernannt, ab 1535 auch für den in diesem Jahr an Kurtrier gefallenen Teil (ein Viertel). Ab 1543 war er Oberamtmann der 1479 an Hessen gefallenen Niedergrafschaft Katzenelnbogen. Nach der Niederlage der Protestanten im Schmalkaldischen Krieg und der Gefangennahme des Landgrafen Philipp im Juni 1547 musste Riedesel die hessischen Rheinburgen an kaiserliche Kommissare übergeben, und daraufhin ersuchte er im Oktober 1547 die landgräfliche Regierung in Kassel um seine Entlassung aus diesem Amt.

Epitaph für Volprecht I. und Apollonia Riedesel

Von 1550 bis zu seinem Tod im Jahre 1563 war Volprecht als Ältester seines Geschlechts Erbmarschall von Hessen.
Sein Epitaph befindet sich in der evangelischen Stadtkirche von Lauterbach. Es stellt ihn und seine Ehefrau sowie ihre sieben Kinder dar. Das Epitaph, ein Werk des Kasseler Bildhauers Andreas Herber, befand sich ursprünglich im Chor der 1763 abgebrochenen Lauterbacher Marienkirche und steht heute neben weiteren Epitaphien der Familie Riedesel in der 1763 bis 1768 erbauten Stadtkirche.